# Lombers
Lombers (okzitanisch Lombèç) ist eine französische Gemeinde mit 1.090 Einwohnern (Stand 1. Januar 2022) im Département Tarn in der Region Okzitanien.

## Lage
Lombers liegt etwa 17 Kilometer (Fahrtstrecke) in südlicher Richtung von Albi, im Tal des Flusses Assou, an der nordwestlichen Gemeindegrenze verläuft der Agros. Réalmont befindet sich etwa fünf Kilometer südöstlich. Der Weinort Gaillac liegt etwa 27 Kilometer nordwestlich.

## Bevölkerungsentwicklung
| Jahr      | 1968 | 1975 | 1982 | 1990 | 1999 | 2008 | 2018 |
| Einwohner | 919  | 854  | 826  | 807  | 856  | 984  | 1138 |

Bereits im Mittelalter war Lombers eine wichtige Stadt mit über 2000 Einwohnern.

## Geschichte
Im Jahre 1032 findet sich die erste urkundliche Erwähnung der Burg (château) von Lombers. Sie stand auf einem Hügel nahe der heutigen Gemeinde. Im Jahr 1045 wird der Ort erstmals urkundlich erwähnt; im Jahre 1117 ist von einer Stadtbefestigung die Rede.
Um 1130 breitet sich allmählich der Katharerglaube in Lombers und seiner Umgebung aus; im Jahre 1165 fand hier ein Disput zwischen katholischen Würdenträgern der Region (darunter der Erzbischof von Narbonne Pons d’Arce) und katharischen 'Vollkommenen' (parfaits) statt. Das Treffen endete mit der verbalen Verurteilung des katharischen Glaubens; von nun an wurden die Katharer im Südwesten Frankreichs als Albigenser bezeichnet. Die Stadt wurde im Rahmen des Albigenserkreuzzugs (1209–1229) von den Truppen Simon de Montforts angegriffen, doch noch gegen Ende des 13. Jahrhunderts tagte – zur Ermittlung und Verurteilung von Ketzern – in Lombers ein Inquisitionstribunal.
In der Zeit der Hugenottenkriege (1562–1598) wechselte Lombers mehrmals die Fronten und griff sogar zweimal die größere Nachbarstadt Albi an. Im Sommer des Jahres 1622 wurde die Stadt von protestantischen Truppen belagert und eingenommen; anschließend wurde Lombers dem Erdboden gleichgemacht. Elf Jahre später erfolgte die vollkommene Zerstörung der Burg durch Soldaten des französischen Königs Ludwig XIII. und seines Kanzlers Richelieu.

## Sehenswürdigkeiten
Lombers bietet keine Sehenswürdigkeiten; in der Umgebung finden sich einige Taubenhäuser (pigeonniers).